# La cometa blanca
La cometa blanca va ser un programa infantil de televisió emès entre 1981 i 1983 per la cadena pública espanyola TVE1 (rebatejada com La Primera en 1995 i com La 1 des de 2008).

## Història del programa
L'espai es va estrenar el 20 d'abril de 1981 en el marc d'una renovació total de la programació de la cadena pública espanyola, poques setmanes després que Fernando Castedo accedís a la direcció general de RTVE. Per a la posada en marxa del programa la llavors directora de programes infantils de l'emissora, Blanca Álvarez, va comptar amb l'experiència de la realitzadora Lolo Rico, qui ja prèviament havia treballat en el gènere en espais tan emblemàtics de la televisió espanyola com Un globo, dos globos, tres globos, set anys abans. El programa va ser retirat de la graella després de la remodelació produïda en TVE després del nomenament com el seu director general de José María Calviño.

## Format
Destinat a nens de tres i set anys i, amb un presentador diferent cada setmana, es tractava d'una successió de sketches - amb actors com Alfonso Vallejo, donant vida al Mago Florindo, Paco Racionero o Valeriano Andrés; actuacions musicals - habitualment la cantautora Rosa León, però també bandes infantils de moda en l'època com Nins, Regaliz o Parchís - i espais de contingut clarament pedagògic, amb una presència destacada de la literatura infantil, a través, entre d'altres, de la poetessa Gloria Fuertes. A més s'inserien animacions i mini-espais, adquirits a televisions estrangeres com el britànic Ós Paddington.
En la seva última temporada va haver-hi un canvi en el format, incorporant-se com a actors-presentadors habituals Jaime Blanch i Maite Tojar, que capitanejant un grup de nens (entre els quals es trobaven alguns que poc després s'integrarien a Barri Sèsam, com Ruth Gabriel o Susana Osuna), van donar continuïtat als diferents episodis del programa.